# Adam Jedliński
Adam Franciszek Jedliński (ur. 9 marca 1954 w Malborku, zm. 21 listopada 2017 w Gdyni) – polski prawnik, doktor habilitowany nauk prawnych, radca prawny, specjalista prawa spółdzielczego, nauczyciel akademicki, m.in. Wydziału Prawa i Administracji Uniwersytetu Gdańskiego, współtwórca i działacz spółdzielczych kas oszczędnościowo-kredytowych w Polsce.

## Życiorys
W 1977 ukończył studia na Wydziale Prawa i Administracji Uniwersytetu Gdańskiego i w latach 1977–1999 był zatrudniony na macierzystym wydziale, a następnie współpracował z nim jako wykładowca.
Po 12-miesięcznym przeszkoleniu został w 1978 oficerem Wojskowej Służby Wewnętrznej (służba kontrwywiadu). Wstąpił do Związku Socjalistycznej Młodzieży Polskiej, którego członkiem pozostał do 1990.
Zdał egzamin sędziowski (1982). W 1986 uzyskał na Wydziale Prawa i Administracji Uniwersytetu Gdańskiego stopień naukowy doktora nauk prawnych na podstawie napisanej pod kierunkiem doc. dr hab. Alicji Kędzierskiej Cieślak rozprawy pt. Umowne przeniesienie własnościowego prawa do lokalu spółdzielczego. W 1997 zakończył pracę na Uniwersytecie Gdańskim.
Na początku lat 90. tworzył z Grzegorzem Biereckim spółdzielcze kasy oszczędnościowo-kredytowe, współpracował w tym zakresie także z Lechem Kaczyńskim. Od 1992 był przewodniczącym rady nadzorczej Krajowej Spółdzielczej Kasy Oszczędnościowo-Kredytowej. W 1993 był współzałożycielem w Sopocie Kancelarii Radców Prawnych i Adwokatów Głuchowski Jedliński Rodziewicz Zwara i Partnerzy.
W 2004 na podstawie dorobku naukowego oraz monografii pt. Członkostwo w spółdzielczej kasie oszczędnościowo-kredytowej otrzymał na Wydziale Prawa i Administracji Uniwersytetu Mikołaja Kopernika w Toruniu stopień doktora habilitowanego nauk prawnych.
W 2005 został wpisany na listę radców prawnych.
Pracował m.in. jako profesor nadzwyczajny w Wyższej Szkole Międzynarodowych Stosunków Gospodarczych i Politycznych w Gdyni.
Został zastępcą redaktora naczelnego kwartalnika „Prawo i Więź”.
Pod jego kierunkiem stopień naukowy doktora otrzymał m.in. Jacek Skoczek oraz Dominik Bierecki, syn Grzegorza Biereckiego.
Został odznaczony Złotym Krzyżem Zasługi (2014).
28 listopada 2017 został pochowany na cmentarzu Witomińskim w Gdyni(kwatera 60-8-1).

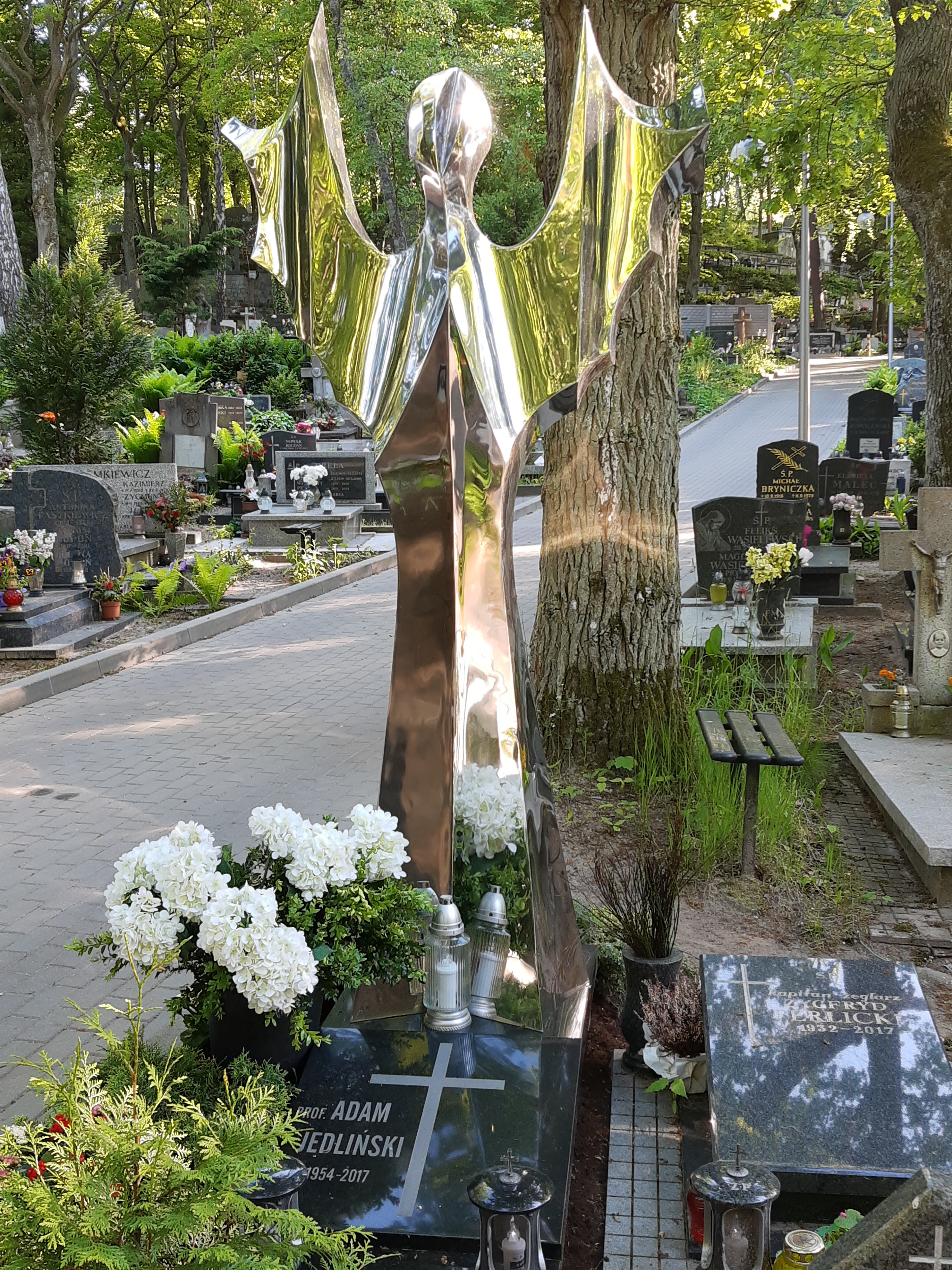
Grób prof. Adama Jedlińskiego na cmentarzu Witomińskim

## Wybrane publikacje
- Prawo do lokali w spółdzielniach mieszkaniowych (2005)
- Komentarz do ustawy o spółdzielczych kasach oszczędnościowo-kredytowych (1998)
- Prawo cywilne w świetle przypadków (1998)
- Prawo cywilne w kazusach (1985)[2]